# Amphibolia albocincta
Amphibolia albocincta är en tvåvingeart som först beskrevs av Malloch 1930.  Amphibolia albocincta ingår i släktet Amphibolia och familjen parasitflugor. Inga underarter finns listade i Catalogue of Life.